# Eve
"Eve" je dodatna pjesma s albuma Awake (izdan 1994. godine) američkog progresivnog metal sastava Dream Theater i nalazi se na japanskom izdanju ovog albuma. Pjesma je u potpunosti instrumentalna skladba koju je napisao Kevin Moore. Pjesma se također nalazi i na singl izdanju "The Silent Man".

## Izvođači
- Kevin Moore - klavijature

## Vanjske poveznice
Službene stranice sastava Dream Theater